# جيريمي نجاكيا
جيريمي مبوبي نجاكياى (بالإنجليزية:  Jeremy Ngakia)‏ هو لاعب كرة قدم إنجليزي يلعب في مركز الدفاع مع نادي واتفورد.